# Pilea pteropodon
Pilea pteropodon es una especie de planta del género Pilea, perteneciente a la familia Urticaceae.

## Taxonomía
Pilea pteropodon fue descrita por Hugh Algernon Weddell en 1869.

## Distribución
Se encuentra en el territorio de Colombia, Costa Rica, Ecuador, Panamá y Perú.